# Ropica sublineata
Ropica sublineata är en skalbaggsart som beskrevs av J. Linsley Gressitt 1940. Ropica sublineata ingår i släktet Ropica och familjen långhorningar. Inga underarter finns listade i Catalogue of Life.